# Димитр Тончев
Димитр Тончев (болг. Димитър Тончев; нар. 7 листопада 1859, Калофер, Османська імперія — пом. 20 лютого 1937, Софія, Болгарське царство) — болгарський політичний діяч, правник, науковий письменник-правознавець, революціонер, член і керівник декількох ліберальних партій. У 1884—1919 роках неодноразово обирався депутатом болгарського парламенту. У 1886 і в 1888—1891 роках був міністром юстиції Болгарії, 1894 року — міністром сільського господарства, з 1899 по 1900 рік — міністром громадського будівництва, доріг і зв'язку, у 1900—1901 роках — міністром закордонних справ і релігій, у 1913—1918 роках — міністром фінансів.

## Життєпис
Народився у Східній Румелії. Навчався з 1875 року в Російській імперії: спочатку у Олександрівському реальному училищі в Миколаєві (до 1880 року), потім (до 1883 року) на юридичному факультеті Новоросійського університету в Одесі. 1883 року поїхав на батьківщину, до Філіппополя, де служив в окружному суді, бувши суддею.
1884 року вийшов у відставку і спочатку зайнявся адвокатською практикою у Філіппополі, але в тому самому році вирішив присвятити себе журналістиці та політичній діяльності, для чого переїхав у Софію. Писав статті у різні газети та журнали, був редактором-видавцем часопису «Судебен Вестник», потім одним із засновників і редакторів органу об'єднаної опозиції проти режиму Стамболова «Свободно Слово» (1893—1894), редактором органу Радославовської партії «Народни Права» (1895—1899) і, нарешті, газети «Свободна Дума» (1901). З 1884 по 1886 входив до складу Ліберальної партії, в ці самі роки був віце-спікером IV чергових Народних зборів. З 1886 по 1907 друкувався в газеті «Пловдив». Був також депутатом у 5-х (1887—1889; у цих зборах до 1888 року був спікером), 6-х (1890—1892), 8-х (1894—1896), 10-х (1899—1900), 12-х (1902—1903), 15-х (1911—1913), 16-х (1913) і 17-х (1914—1919) Народних зборах і Великих народних зборах Болгарії 3-го скликання (1886—1887; до червня 1887 року був його спікером).
1885 року взяв участь у підготовці революції, що об'єднала Східну Румелію з Болгарією, і був одним із делегатів, посланих тимчасовим урядом до імператора Олександра III у Копенгаген. З 1885 до 1892 Тончев був депутатом, а в 1887—1889 роках головою Народних зборів, де належав до ліберальної партії (партії Радославова). 1886 року став одним із головних організаторів контрреволюції, що мала на меті повернення князя Баттенберга на болгарський престол. У 1887 був головою великих народних зборів, скликаних у Тирнові для обрання князя на вакантний престол, і запропонував кандидатуру князя Фердинанда, якого й було обрано.
У 1889—1891 роках був міністром юстиції у кабінеті Стамболова. 1891 року вийшов у відставку і став у рішучу опозицію до Стамболова, приєднавшись до Радославова; 1892 року боровся проти Стамболовського перегляду конституції, який мав на меті посилення влади міністрів. 1894 року, після перевороту, що скинув Стамболова, Тончев у новому коаліційному кабінеті Стоїлова та Радославова одержав посаду міністра торгівлі та землеробства, але в тому ж році вийшов у відставку. У ці роки написав кілька праць із цивільного права. Після падіння Стоїлова 1899 року, Тончев увійшов до складу ліберального уряду і був призначений міністром громадських робіт у коаліційному кабінеті Грекова та зберіг той самий портфель за прем'єрства Іванчова (1900), змінивши його трохи пізніше на портфель закордонних справ. 1900 року став дійсним членом Болгарського літературного товариства. У січні 1901 вийшов у відставку.
За часів прем'єрства Каравелова 40 депутатів унесли в народні збори пропозицію про судове переслідування всіх членів кабінету Іванчова, в тому числі і Тончева, за звинуваченням у різних діях, що мали на меті особисте збагачення (Тончева — у справі здачі казенних підрядів на будівництво залізничних вагонів), та порушенні конституції (оформлення позик і витрачання державних сум без попереднього дозволу Народних зборів). 16 травня 1901 року Тончев виголосив у Народних зборах довгу промову на свій захист. Захисне слово Тончева 16 травня 1901 року, разом з іншими промовами звинувачених міністрів, було надруковано в німецькому перекладі у брошурі Auszug aus dem Protokoll der Verhandlung über die Ministeranklagen (Софія, 1901). Як і його товариші з кабінету та по процесу (Радославов, Іванчов, Тенев), він був засуджений на 8 місяців в'язниці з позбавленням цивільних і політичних прав, але відразу ж опісля (1903) підпав під дію закону про амністію, ухваленого Народними зборами в грудні 1903 року після падіння прогресистського уряду у травні. 1904 року Тончев створив свою власну Младоліберальну партію, лідером якої був до приєднання цієї партії до Націонал-ліберальної партії у 1920 році.
Разом із Василем Радославовим і Миколою Генадієвим Тончев був провідником однієї з трьох партій у ліберальній коаліції, яка правила країною під час Першої світової війни. 4 листопада 1919 року його заарештували, після чого Третій державний суд засудив його на довічне ув'язнення як, згідно з вироком, одного з головних винуватців у втягуванні Болгарії у війну на боці Центральних держав, які в кінцевому підсумку програли, що призвело до так званої Другої національної катастрофи. У в'язниці, однак, він залишався лише до 1924 року, після чого його помилували. Вийшовши на волю, намагався брати участь у діяльності Націонал-ліберальної партії, але це бажання наштовхнулося на протест із боку її тодішніх лідерів, які прагнули дистанціюватися від старих вождів ліберальних партій, які себе дискредитували. У наступні роки Тончев відійшов від активної політичної діяльності і написав вісім томів коментарів до своєї праці з договірного права «Закона за задълженията и договорите», розпочавши роботу в 1927 році і закінчивши її незадовго до смерті.
Окремими книжками вийшли такі праці Тончева: «Коментарии върху закона за наследството» (Софія, 1893—1896), «Коментарии врху задълженията и договорит» (том I-й, Софія, 1893), «Закон за задълженията аннотированний» (Софія, 1896), «Противоконституционните закони» (1921).